# Navasard
Navasard és el primer mes del calendari armeni. Té 30 dies, començant l'11 d'agost i finalitzant el 9 de setembre segons el calendari gregorià. A l'antiga Armènia, el primer dia de Navasard era festiu. En la mitologia armènia, el déu Navasard era considerat el protector dels conreus i l'alimentador dels famolencs. La seva estàtua es troba actualment a Bagavan, el centre del culte al foc, que actualment es considera un santuari pagà.

## Història
L'erudit armeni Mardiros Ananikian subratlla la naturalesa idèntica del Navasard i el Nowruz del calendari persa, assenyalant que va ser al segle XI que Navasard es va celebrar a finals d'estiu en lloc de a l'inici de la primavera. Afirma que Navasard «era una celebració agrícola relacionada amb la commemoració dels difunts […] i amb l'objectiu d'augmentar la pluja i les collites».
Les festes de Navasard eren considerades les celebracions més grans de l'any i solien durar una setmana sencera. Les famílies armènies solien servir els seus millors banquets durant els dinars i els sopars, amb un gran nombre de convidats. Els déus armenis representatius de les celebracions de Navasard són Astghik, Vahagn i Anahit.
A l'antiga Armènia, les celebracions tenien un significat cultural de les quals participaven tots els membres de la nació. La festa es va fer inicialment a Bagavan, però després es va traslladar a la regió d'Ashtishat. La festivitat també incloïa el culte a l'aigua i als rius, per això van escollir aquestes dues regions per a situar-se també a la vora del riu Aradzani, ara conegut com Murat.
Segons les descripcions de llibres antics, s'instal·laven tendes de colors a la riba del riu Murat. La tenda daurada pertanyia al rei i les més notables de les tendes pertanyien a l'elit de la nació. La majoria de la gent passava el temps sota les ombres dels arbres per a protegir-se del sol mentre gaudia de l'espectacle i les celebracions.
Durant tot el dia, coloms i cérvols eren sacrificats en honor dels déus. Normalment les banyes dels cérvols eren pintades de colors. També es feia una gran foguera a la nit que infants i adults intentaven de saltar per espantar i allunyar els mals esperits. La gent portava la primera collita de l'any per a compartir amb els altres.
S'hi feien curses d'equitació i de cérvols. s'alliberaven centenars de coloms a l'aire per a tenir bona sort. El ball, el cant i els jocs intel·lectuals i atlètics també hi tenien lloc. A Ashtishat, es van organitzar jocs similars als jocs olímpics per a triar el millor esportista de cada disciplina. Mentre els atletes competien, poetes i músics interpretaven el seu art i els pintors retrataven l'esdeveniment segons el seu punt de vista. Encara avui té lloc un festival de l'aigua, amb el nom de Vardavar, on tothom es mulla amb galledes, que es fa cada any a tota Armènia.